# Igbaras
Igbaras è una municipalità di terza classe delle Filippine, situata nella Provincia di Iloilo, nella Regione del Visayas Occidentale.
Igbaras è formata da 46 baranggay:
- Alameda
- Amorogtong
- Anilawan
- Bagacay
- Bagacayan
- Bagay
- Balibagan
- Barangay 1 Poblacion
- Barangay 2 Poblacion
- Barangay 3 Poblacion
- Barangay 4 Poblacion
- Barangay 5 Poblacion
- Barangay 6 Poblacion
- Barasan
- Binanua-an
- Boclod

- Buenavista
- Buga
- Bugnay
- Calampitao
- Cale
- Catiringan
- Corucuan
- Igcabugao
- Igpigus
- Igtalongon
- Indaluyon
- Jovellar
- Kinagdan
- Lab-on
- Lacay Dol-Dol

- Lumangan
- Lutungan
- Mantangon
- Mulangan
- Pasong
- Passi
- Pinaopawan
- Riro-an
- San Ambrosio
- Santa Barbara
- Signe
- Tabiac
- Talayatay
- Taytay
- Tigbanaba